# 湯河原カンツリー倶楽部
湯河原カンツリー倶楽部（ゆがわらカンツリーくらぶ）は、神奈川県足柄下郡にあるゴルフ場である。

## 概要
1952年（昭和27年）、白石基礎工事株式会社の常務・高木進の所に、神奈川県湯河原の吉浜町長からゴルフ場を造りたいとゆう話が飛び込んできたのが始まり。白石基礎工事は、ゴルフ場設計の第一人者である専務・赤星四郎がいたのである。赤星は早速、建設候補地である湯河原の吉浜町南郷山の林野を調査し、地図にコースレイアウトを描いた。
ゴルフ場の建設候補地の吉浜町南郷山地区は、山間の高台にあり相模湾と伊豆諸島が一望出来るロケーションにある。赤星四郎が設計を進めていたが、設計の途中段階で離れることになり、設計図の作成はクラブハウスの設計を行っていた東大教授・岸田日出刀博士に引き継がれることになった。赤星が変わるとき高木進に、クラブの理事長は南郷三郎に頼むように助言した。コース設計は、厳密にいえば赤星四郎、岸田日出刀、南郷三郎の3者の共作である。
南郷三郎は、日本貿易振興協会会長などを歴任した財界人で、明治、大正、昭和にかけて神戸港の発展に貢献した。ゴルフ場関係では、「神戸ゴルフ倶楽部」（1903年（明治36年）開場、設計・J.Adamson）、「鳴尾ゴルフ倶楽部」（1920年（大正9年）開場、設計・C・H・アリソン）、「茨木カンツリー倶楽部」（1923年（大正12年）開場、設計・ダビッド・フード、井上誠一）、「廣野ゴルフ倶楽部」（1932年（昭和7年）開場、設計・C・H・アリソン）などに関係し、「舞子カンツリー倶楽部」（現・垂水ゴルフ倶楽部、1920年（大正9年）開場、設計・J・E・クレーン）は自費で造った実績がある。
1953年（昭和28年）4月5日、コースの造成工事が着工される。同年5月9日、「社団法人吉浜カンツリー倶楽部」が認可される。1954年（昭和29年）10月24日、「吉浜カンツリー倶楽部」9ホールが完成し、仮開場された。1955年（昭和30年）4月29日、増設の9ホールが完成し、計18ホールのゴルフ場が開場された。その後、クラブ名称の吉浜カンツリー倶楽部は「湯河原カンツリー倶楽部」に名称変更された。

## 所在地
〒259-0312 神奈川県足柄下郡湯河原町吉浜2020番地

## コース情報
- 開場日 - 1955年4月29日
- 設計者 - 岸田 日出刀
- コースタイプ - 山岳コース
- コース - 18ホールズ、パー72、6,251ヤード、コースレート、コウライ68.7、ベント69.1
- フェアウェー - コウライ・ベント
- ラフ - ノシバ
- グリーン - 2グリーン、ベント
- ハザード - バンカー31、池が絡むホール3
- ラウンドスタイル - キャディ・セルフ選択可、GPSナビ付乗用カート使用、1組4人が原則、状況によりツーサム可、乗用カート(5人乗り)リモコン式
- 練習場 - 5打席140ヤード
- 休場日 - [2]

## ギャラリー
- コース - 「湯河原カンツリー倶楽部」、コース案内、2021年9月25日閲覧
- ハウス - 「湯河原カンツリー倶楽部」、施設案内、2021年9月25日閲覧

## 交通アクセス
- 鉄道 - 東海道本線（JR東日本） - 真鶴駅・湯河原駅より タクシー利用約分[3]
- 道路 - 小田原厚木道路 - 石橋ICより 約15分[3]

## 関連文献
- 『ゴルフ場ガイド 東版』、2006-2007、「湯河原カンツリー倶楽部」、東京 ゴルフダイジェスト社、2006年5月、2021年9月25日閲覧
- 『美しい日本のゴルフコース BEAUTIFUL GOLF CULTURE IN JAPAN 日本のゴルフ110年記念 ゴルフは日本の新しい伝統文化である』、ゴルフダイジェスト社「美しい日本のゴルフコース」編纂委員会編、「赤星四郎が基本レイアウトを書き岸田日出刀が設計。南郷三郎が理事長の絶景コース」、東京 ゴルフダイジェスト社、2013年12月、2021年9月26日閲覧